# 馬克思的異化論
馬克思描述的異化（Entfremdung）是指原本自然互屬或和諧的兩物彼此分離、甚至互相對立。異化一詞最重要的用法是表示人與其「類本質」（Gattungswesen）的異化。馬克思主張異化是資本主義的結果，他的立論基於路德維希·安德列斯·費爾巴哈在《基督教的本质》（1841年）中提出的理論，費爾巴哈在此書中力證「上帝」觀念是人類特徵的異化；麥克斯·施蒂納則進一步聲稱「人性」觀念是個人的異化；馬克思與恩格斯在《德意志意識形態》（1845年）中抨擊了他所持有的觀點。

## 異化的種類

### 劳动异化
劳动异化，即马克思理论中，工人感到自己失去对自己从事的劳动的控制的状况。随着流水线作业和分工的细化，劳动异化作为结果之一在现代社会体现得越来越明显。
马克思认为，被异化的劳动者与他自己的生产活动、劳动目标、生产过程分离。使得工作成为非自发性的活动，因此劳动者无法对劳动产生认同或者领略到劳动的意义。
馬克思的異化論基於他對資本主義工業生產過程的觀察：工人不可避免地失去對自己工作的控制，從而失去對生活及自我的控制。工人從來都不是自主、自我實現的人類存在，他只能以資產階級欲其所是的模式而存在。
資本主義社會造成異化，因為每個人藉著勞動為社會添磚加瓦，然而個體的這個社會面向是透過私有制表現的，其中個體只是工具，而非社會的存在：
|  | 這一切後果包含在這樣一個規定中：工人同自己的勞動產品的關係就是同一個異己的對象關係。因為根據這個前提，很明顯，工人在勞動中耗費的力量越多，他親手創造出來反對自身的，異己的對象世界的力量就越大，他本身，他的內部世界就越貧乏，歸他所有的東西就越少。宗教方面的情況也是如此。人奉獻給上帝的越多，他留給自己的就越少。工人把自己的生命投入對象：但現在這個生命已不再屬於他而屬於對象了。因此，這個活動越多，工人就越喪失對象。凡是成為他的勞動產品的東西，就不再是他本身的東西。因此，這個產品越多，他本身的東西就越少。工人在他的產品中的外化，不僅意味著他的勞動成為對象，成為外部的存在，而且意味著他的勞動作為一種異己的東西不依賴他而在他之外存在，並成為同他對立的獨立力量：意味著他給予對象的生命做為敵對的和異己的東西同他相對立。（馬克思《經濟學哲學手稿》，1844年） |

馬克思將資本主義下勞動的異化劃為四類：
1. 工人與他的「類本質」的異化。
2. 工人之間的異化，這是因為資本主義將勞動化約為市場上待價而沽的商品，而非社會關係。
3. 工人與其勞動產品的異化，因為產品脫離工人自身的控制，反而成為異己的、敵對的關係。
4. 工人與其勞動行為本身的異化，勞動成為無意義的活動，無法帶來真正的滿足。

#### 女性主義的勞動異化
贾格尔就馬克思的四類異化再行延伸，他認為強制性的兩性分工制度同樣會使得女性產生勞動異化，贾格尔將其分成三類：
1. 女性與家務勞動的異化
2. 女性與身體的異化
3. 女性與男性間的親密關係的異化

## 異化論的地位

### 黑格爾與費爾巴哈的異化觀念
在黑格爾的歷史哲學中，精神處在一個擺脫無知，邁向自我了解的歷史進程中。在青年馬克思的相應理論中，精神的無知成為異化，而歷史的超越終結成為人實現。
這種馬克思哲學的目的論解讀（亚历山大·科耶夫在第二次世界大戰前特別支持）被路易·皮埃爾·阿爾都塞在關於「隨機唯物主義」（法語：matérialisme aléatoire）的論著中抨擊。阿爾都塞認為這種解讀讓無產階級成為歷史的主體（一如盧卡奇在名著《歷史與階級意識》中闡述的），這是被黑格爾唯心主義所污染，此流「主體哲學」已經流行了五百年，阿爾都塞批評這是資產階級哲學意識形態。

### 異化與馬克思的歷史理論
在《德意志意識形態》中，馬克思寫道「這樣一來，現在情況就變成了這樣：各個人必須佔有現有的生產力總和，這不僅是為了實現他們的自主活動，而且就是為了保證自己的生存。」換言之，馬克思似乎認為儘管人類需要自我實現（異化的反面），這在歷史上還是次要的，因為他認為資本主義給工人如此迅速地堆積無產階級的苦難，以致於他們必須採取社會革命以求生存，而無暇顧及自我實現的問題。拉亚·杜纳耶夫斯卡娅等人的馬克思人本主義在這點上著力較深。

### 異化與階級
在《神聖家族》（1845年）第四章中，馬克思述及資本家與無產者同樣遭受異化，只是經驗方式不同。資本家在異化中得到了輕鬆與力量，他們在這種異化中彷彿獲得了人類的存有感；無產階級在異化中感到無力及非人的存在。馬克思以黑格爾辯證法中的正題、反題敘述兩者在歷史進程中的位置。

## 後續發展
屬於法兰克福派的哲學家耶吉聲稱傳統的異化論有一些缺陷，耶吉表示她認為傳統的異化論帶有本質主義色彩，但所謂的本質本身是很難被規範的，因此耶吉從後結構主義的角度出發，主張把異化論的論點修改成一種更加貼近生活的版本。

## 異化論與台灣
在台灣，馬克思主義的「異化論」最早由國民黨內部研究「中共問題」的學者鄭學稼引介。鄭學稼在1970年代撰寫《論馬克思的異化說》，並於1992年出版遺著《青年馬克思》，強調青年馬克思的《1844年經濟學哲學手稿》所提出的異化概念對反思共產主義國家的專制有啟發意義。他區分「三個馬克思」，認為青年馬克思的人道主義思想應與列寧主義區隔，甚至可與第二國際的改革派接軌。1980年代，在鄉土文學論戰期間，鄭學稼也曾駁斥余光中對陳映真的密告，主張青年馬克思思想不應被視為顛覆性思潮，展現其作為「國民黨左派」的獨特角色。與此同時，法國馬克思主義者阿爾都塞的理論亦傳入台灣，他批判異化論過於人本主義，主張馬克思在《德意志意識形態》後已與此斷裂，走向科學。台灣左翼刊物如《島嶼邊緣》與地下出版的《路易‧阿杜塞》廣為流傳，使批判異化論的觀點在青年左翼間廣受重視。然而，前政治犯林書揚在1980年代至2000年代間仍持續運用異化概念來分析勞動、國家與意識形態的矛盾。他在獄中藉由閱讀鄭學稼著作「反過來學習馬克思主義」，出獄後則以異化論簡化與普及馬克思思想，應用於台灣統一運動與工人運動之中。雖然他了解異化論在理論上的局限，卻也視之為台灣左派面對現實處境時僅有的可行思想資源之一。

## 註記
1. ↑   Popenoe, David; 李, 强. . . 2007-10-01: 694–714. ISBN 978-7-300-08078-9.
2. ↑  A Dictionary of Sociology, Article: Alienation
3. ↑  顧燕翎. .  二版. 臺灣: 貓頭鷹. 2020-04: 112. ISBN 978-986-262-417-3 （繁體中文）.
4. ↑  .   [2008-04-12]. （原始内容存档于2009-03-19）. （页面存档备份，存于）
5. ↑  孙宇凡. 子晨 , 编. . 社会学理论大缸.   [2024-02-05]. （原始内容存档于2024-02-05） –看透本質 （中文）.
6. ↑  . . 何偉明等  (编). . 香港: 香港中文大學大學通識教育部. 2023: 183–213.

## 延伸閱讀
- Althusser, Louis. 1965. For Marx. Verso.
- Avineri, Shlomo. Hegel's Philosophy of Right and Hegel's Theory of the Modern State.
- Axelos, Kostas. Alienation and Techne in the Thought of Karl Marx.
- Blackledge, Paul. 2008. "Marxism and Ethics （页面存档备份，存于）." International Socialism 120.
- Cohen, G. A. 1977. "Alienation and Fetishism." Ch. 5 in Karl Marx's Theory of History: A Defence.
- Dahms, Harry. 2006. "Does "Alienation" Have a Future? – Recapturing the Core of Critical Theory." In The Evolution of Alienation.
- Elster, Jon. 1985. Making Sense of Marx.
- Geras, Norman. Marx and Human Nature: Refutation of a Legend. — discusses alienation and the related concept of human nature.
- Gouldner, Alvin W. 1980. "Alienation: From Hegel to Marx." Pp. 177–98 in The Two Marxisms. New York: Oxford University Press.
- Langman, Lauren, and Devorah K. Fishman, eds. 2006. The Evolution of Alienation: Trauma, Promise, and the Millennium. Lanham.
- Mandel, Ernest. 1970. "The Causes of Alienation （页面存档备份，存于）." International Socialist Review 31(3):19–23, 49–50.
- Mandel, Ernest, and George Novack. 1973. The Marxist Theory of Alienation (2nd ed.).
- Marcuse, Herbert. 1941. Reason and Revolution: Hegel and the Rise of Social Theory.
- Mészáros, István. 1970. Marx's Theory of Alienation （页面存档备份，存于）.
- —— Lukács' The Young Hegel and Origins of the Concept of Alienation.
- Ollman, Bertell. 1976. Alienation: Marx's Conception of Man in Capitalist Society （页面存档备份，存于） (2nd ed.). Cambridge University Press.
- Pappenheim, Fritz. 1964. "Alienation in American Society （页面存档备份，存于）." Monthly Review 52(2).
- Plamenatz, John. 1975. Karl Marx's Philosophy of Man.
- Schacht, Richard. 1970. Alienation.
- Wolff, Jonathan. Why Read Marx Today? — an introduction to the concept and types of Entfremdung.
- Wood, Allen W. "Part I: Alienation of Karl Marx." In The Arguments of the Philosophers.
- "Alienation （页面存档备份，存于）," Glossary of Terms. Encyclopaedia of Marxism.
- "Ludwig Feuerbach （页面存档备份，存于）." Encyclopaedia of Marxism.

## 外部連結
- Bertell Ollman on Alienation